# Salvador Viada
Salvador Viada Vilaseca (La Habana, Cuba, 1843 - Madrid, 1904) fue un jurista, filólogo y político español, diputado a Cortes Generales durante la restauración borbónica.

## Biografía
Licenciado en Derecho, escribió varios comentarios al Código Penal de 1874. Fue presidente de la Audiencia Territorial de Pamplona en 1890, cargo que dejó por la Audiencia de Madrid y finalmente fue nombrado presidente de Sala del Tribunal Supremo. También fue elegido diputado del Partido Conservador por la circunscripción de Tarragona en las Elecciones generales de 1891. 
También escribió un diccionario de la lengua castellana.